# Сентервил (округ Крофорд, Пенсилванија)
Сентервил (енгл. Centerville, Crawford County) град је у америчкој савезној држави Пенсилванија.

## Демографија
По попису из 2010. године број становника је 218, што је 29 (-11,7%) становника мање него 2000. године.
| Група             | 2000.       | 2010.       |
| Белци             | 244 (98,8%) | 217 (99,5%) |
| Афроамериканци    | 0 (0,0%)    | 0 (0,0%)    |
| Азијати           | 1 (0,4%)    | 0 (0,0%)    |
| Хиспаноамериканци | 0 (0,0%)    | 1 (0,5%)    |
| Укупно            | 247         | 218         |